# اوگو کولومبو (دوچرخه‌سوار)
اوگو کولومبو (ایتالیایی: Ugo Colombo؛ زادهٔ ۲۲ فوریهٔ ۱۹۴۰ - درگذشته  ۱۰ اکتبر ۲۰۱۹) دوچرخه‌سوار اهل ایتالیا بود.